# 山翠舎
株式会社山翠舎（さんすいしゃ）は、長野県長野市に本社を置く建設会社（ゼネコン）である。

## 概要
事業領域は、商業建築、飲食店・物販店・店舗改装及び内装工事、 造作家具工事、木製建具工事、個人住宅新築増改築工事全般、古木買取販売、古民家解体再生移築を行っている。

### 古民家廃材の再利用事業
2004年（平成16年）から古民家の解体や買取を開始。
2009年（平成21年）からは室内装飾のデザイン事業に着手するようになり、東京都内の大規模ホームセンターで「古木の暮らし」として廃材を扱った売り場を開設。
山翠舎が2017年時点で古民家廃材の再利用で携わった物件は約300件。

## 沿革

### 年表
- 1930年（昭和5年） - 長野県長野市で建具屋「山上木工所」を創業
- 1970年（昭和45年） - 「株式会社山上木工所」を創立
- 1986年（昭和62年） - 社名を「株式会社山翠舎」に変更し、本社を長野市大豆島に移転。新社屋・新工場完成
- 2004年（平成16年） - 古木倉庫を開設。古木の買取・販売事業を開始
- 2013年（平成25年） - 東京支社設立
- 2015年（平成27年） - 長野県大町市に日本最大級の古木倉庫兼工場を開設

## 事業所
- 長野本社(長野市)
- 東京支社(渋谷区)
- 倉庫工場(長野県大町市)